# Henry-Léon Bulot
Henry-Léon Bulot, né en 1820 à Fontainebleau et mort en 1889 à Melun, est un architecte français.

## Biographie
Henry-Léon Bulot naît en 1820, à Fontainebleau. Il est l’élève des architectes Paul-Frédéric Levicomte, François Rolland, Alphonse et Alexandre Vigoureux. Il devient par la suite tout à tour architecte de département de la Creuse, de la Drôme et de la Seine-et-Marne. Il décède en 1889 à Melun.